# SFP
SFP (англ. Small Form-factor Pluggable) — промышленный стандарт модульных компактных приёмопередатчиков (трансиверов), используемых для передачи и приёма данных в телекоммуникациях.

## Назначение
Модули SFP используются для присоединения платы сетевого устройства (коммутатора, маршрутизатора или подобного устройства) к оптическому волокну или неэкранированной витой паре, выступающими в роли сетевого кабеля.
Модуль SFP пришёл на смену более громоздкому модулю GBIC. Модуль имеет разъём, сопоставимый по размеру с разъёмом 8P8C, то есть позволяет на 1 юните (1U) 19-дюймового телекоммуникационного оборудования разместить до 48 оптических портов.
Наиболее распространённые области применения SFP-модулей — передача данных в телекоммуникационных сетях на скоростях выше 100 Mbps с использованием следующих технологий:
- Ethernet: 100 Mbps, 1 Gbps, 1,25 Gbps, 10 Gbps, 20 Gbps
- SDH: STM-1[англ.] (155 Mbps), STM-4[англ.] (622 Mbps), STM-16[англ.] (2488 Mbps)
- Fibre Channel: 1, 2, 4, 8, 16, 32 Gbps

Также встречаются универсальные SFP-модули, которые способны транспортировать как 100 Мбит Ethernet, 1 Гбит Ethernet, так и STM4 и STM16-потоки.
В основном, для подключения к модулю используется один разъём типа LC или SC (такие модули ещё называют «одноглазыми») либо два разъёма LC («двуглазые» модули). Оптические модули с одним разъёмом мультиплексируют сигнал, обеспечивая дуплексную передачу по одному волокну. Такие модули обычно содержат в своём названии маркировку Bi-Directional, BiDi, или название технологии мультиплексирования (WDM, DWDM, CWDM и т. д.). Также существуют модули с электрическим интерфейсом и разъёмом RJ45.
Для использования в 10 Гбит сетях появились новые форм-факторы модулей XFP, X2, XENPAK. Они отличаются большими габаритами, чем SFP. Также популярна модификация разъёма SFP для скоростей в 10 Гбит — SFP+. Стандартно используются разъёмы типа LC или SC.

## Типы SFP-модулей
Доступны SFP-модули в вариантах для различных типов физического носителя (медные кабели с витой парой, многомодовые или одномодовые волоконно-оптические кабели) и с различными характеристиками приёмника (RX) и передатчика (TX) для волоконно-оптических кабелей, что позволяет выбирать для использования соответствующую комбинацию из принимающего и передающего каналов для обеспечения необходимой оптической или электрической досягаемости, исходя из используемого (доступного) типа физического носителя. Трансиверы также различаются по дальности и скорости передачи. Модули SFP обычно доступны в нескольких различных категориях.
| Обозначение        | Стандарт         | Дата ввода | Состояние | Размер    | Обратная совместимость | MAC block to a PHY chip | Тип носителя      | Тип разъёма (коннектора) | Кол-во каналов | Примечания |
| ------------------ | ---------------- | ---------- | --------- | --------- | ---------------------- | ----------------------- | ----------------- | ------------------------ | -------------- | ---------- |
| 100 Mbit/s SFP     | SFF INF-8074i    | 2001-05-01 | current   | 113.9 mm2 | none                   | MII                     | Оптика, медь      | LC, RJ45                 | 1              |            |
| 1 Gbit/s SFP       | SFF INF-8074i    | 2001-05-01 | current   | 113.9 mm2 | 100 Mbit/s SFP*        | SGMII                   | Оптика, медь      | LC, RJ45                 | 1              |            |
| 1 Gbit/s cSFP      |                  |            | current   | 113.9 mm2 |                        |                         | Оптика            | LC                       | 2              |            |
| 10 Gbit/s SFP+     | SFF SFF-8431 4.1 | 2009-07-06 | current   | 113.9 mm2 | 1 Gbit/s SFP           | XGMII                   | Оптика, медь, DAC | LC, RJ45                 | 1              |            |
| 25 Gbit/s SFP28    | SFF SFF-8402     | 2014-09-13 | current   | 113.9 mm2 | 10 Gbit/s SFP+         |                         | Оптика, DAC       | LC                       | 1              |            |
| 50 Gbit/s SFP56    |                  |            | current   | 113.9 mm2 |                        |                         | Оптика, DAC       | LC                       | 1              |            |
| 4 Gbit/s QSFP      | SFF INF-8438     | 2006-11-01 | current   | 156 mm2   | none                   | GMII                    |                   |                          | 4              |            |
| 40 Gbit/s QSFP+    | SFF SFF-8683     | 2012-04-01 | current   | 156 mm2   | none                   | XGMII                   | Оптика. DAC       | LC, MTP/MPO              | 4              | CWDM       |
| 50 Gbit/s QSFP28   | SFF SFF-8665     | 2014-09-13 | current   | 156 mm2   | QSFP+                  |                         | Оптика, DAC       | LC                       | 2              |            |
| 100 Gbit/s QSFP28  | SFF SFF-8665     | 2014-09-13 | current   | 156 mm2   | none                   |                         | Оптика, DAC       | LC, MTP/MPO-12           | 4              | CWDM       |
| 200 Gbit/s QSFP56  | SFF SFF-8665     | 2015-06-29 | current   | 156 mm2   | none                   |                         | Оптика, DAC       | LC, MTP/MPO-12           | 4              |            |
| 400 Gbit/s QSFP-DD | SFF INF-8628     | 2016-06-27 | current   | 156 mm2   | QSFP+, QSFP28          |                         | Оптика, DAC       | LC, MTP/MPO-16           | 8              | CWDM       |

Разновидности SFP-модулей для волоконно-оптических кабелей по длинам волн и их обозначения:
- 850 нм, 550 м, MMF — SX
- 1310 нм, 10 км, SMF — LX
- 1550 нм (40 км — EX, 80 км — ZX, 120 км — EZX) и DWDM
- 1310/1550 нм, 10 км, SMF — BX

Существует также CWDM и одноволоконные двунаправленные (1310/1550 нм UpStream/DownStream) SFP-модули:
- 1270—1610 нм, 80 км, SMF — CWDM[2]

## Технические характеристики Ethernet SFP-модулей
- Спецификации: SFF-8074i
- Скорость работы: 1250 Мбит/с
- Стандарт: IEEE802.3z
- Допускается «горячая» замена модуля, без выключения электропитания оборудования (hot-swap)
- Тип оптического волокна: многомодовое (MM) или одномодовое (SM)
- Напряжение питания: 3,3 В
- Габаритные размеры: 14,60 × 56,60 × 13,35 мм
- Характеристики лазера: класс 1, удовлетворяет требованиям: EN 60825-1, 21 CFR 1040.10 и 1040.11. Излучение лазера безопасно для глаз.

## Digital Diagnostics Monitoring
Современные оптические SFP-модули имеют поддержку цифрового мониторинга диагностики (Digital Diagnostics Monitoring — DDM), функционирующего в соответствии с отраслевым стандартом SFF-8472. Другими словами, эта функция также известна как функция цифрового оптического контроля (digital optical monitoring — DOM).